# حسن السبع
حسن السبع (1947 -)، عسكري ووزير لبناني.

## حياته العلمية والعملية
بعام 1972 حصل على بكالوريوس في الحقوق من جامعة القديس يوسف في «القانون الخاص». وبنفس العام فاز في مباراة الدخول إلى الأمن العام برتبة ملازم أول مجاز في الحقوق. وترقى في مناصبة ومسئولياته في وزارة الداخلية منذ تعينه، حيث عين في عام 1974 رئيسًا للشعبة الخارجية في دائرة الاستقصاء في المديرية العامة للأمن العام. وبعام 1975 عين رئيسًا لدائرة مراقبة المطبوعات والتسجيلات في المديرية العامة للأمن العام. وبعام 1977 عين رئيسًا لدائرة أمن عام مطار بيروت الدولي، وعين رئيسًا لدائرة الأجانب في المديرية العامة للأمن العام وذلك بعام 1984، كما عين بنفس العام رئيسًا لدائرة أمن عام بيروت، وفي عام 1986 عين رئيسًا لدائرة جوازات السفر في المديرية العامة للأمن العام. في عام 1992 عين رئيسًا لمكتب شئون العمليات في المديرية العامة للأمن العام. وبالفترة ما بين 1994 و1999 عين رئيسًا لدائرة شؤون الأجانب والفلسطينيين في المديرية العامة للأمن العام وعضو ممثل للمديرية العامة للأمن العام في هيئة رعاية شؤون الحج. وبعام 1999 عين رئيسًا إداريًا لهيئة شؤون الحج بين الدولة اللبنانية والمملكة العربية السعودية وذلك لغاية عام 2004. كما شارك أثناء فترة عملة بالوزارة بعدد من المهمات الرسمية داخليًا وخارجيًا وحصل على عدد من الأوسمة.

### وزيرًا للداخلية
في 19 أبريل 2005 عين وزيرًا للداخلية والبلديات في حكومة الرئيس نجيب ميقاتي بعهد الرئيس إميل لحود. وبتاريخ 19 يوليو 2005 أعيد تعينة وزيرًا للداخلية والبلديات في حكومة الرئيس فؤاد السنيورة بعهد الرئيس إميل لحود. بتاريخ 5 فبراير 2006 قدم استقالته من منصبة وذلك بسبب أعمال شغب بمنطقة الأشرفية في بيروت، لكن استقالته لم تقبل بسبب الظروف التي واجهها لبنان وسوء العلاقة بين رئيس الجمهورية ورئيس الوزراء حيث لم يرفع رئيس الوزراء كتاب الإستقاله لتوقيعه لأنه يتطلب تعيين وزير آخر فالخوف كان من رفض رئيس الجمهورية لاختيار الوزير الجديد. رجع عن استقالته بعد اغتيال الوزير بيار أمين الجميّل وذلك كي لا يقل عدد الوزراء بالحكومة فتؤدي إلى إقاله الحكومة رسميًا خصوصًا بعد استقاله الوزراء الشيعة ووزير مقرب من رئيس الجمهورية. وظل بمنصبة لغاية 11 يوليو 2008.

## حياته الأسرية
متزوج من دلال دمشقية، ولهما من الأبناء:
- عرفية.
- غادة.
- محمد خالد.